# OR2D3
OR2D3 (англ. Olfactory receptor family 2 subfamily D member 3) – білок, який кодується однойменним геном, розташованим у людей на короткому плечі 11-ї хромосоми. Довжина поліпептидного ланцюга білка становить 330 амінокислот, а молекулярна маса — 37 489.
| 10         |  | 20         |  | 30         |  | 40         |  | 50         |
| ---------- |  | ---------- |  | ---------- |  | ---------- |  | ---------- |
| MCSFFLCQTG |  | KQAKISMGEE |  | NQTFVSKFIF |  | LGLSQDLQTQ |  | ILLFILFLII |
| YLLTVLGNQL |  | IIILIFLDSR |  | LHTPMYFFLR |  | NLSFADLCFS |  | TSIVPQVLVH |
| FLVKRKTISF |  | YGCMTQIIVF |  | LLVGCTECAL |  | LAVMSYDRYV |  | AVCKPLYYST |
| IMTQRVCLWL |  | SFRSWASGAL |  | VSLVDTSFTF |  | HLPYWGQNII |  | NHYFCEPPAL |
| LKLASIDTYS |  | TEMAIFSMGV |  | VILLAPVSLI |  | LGSYWNIIST |  | VIQMQSGEGR |
| LKAFSTCGSH |  | LIVVVLFYGS |  | GIFTYMRPNS |  | KTTKELDKMI |  | SVFYTAVTPM |
| LNPIIYSLRN |  | KDVKGALRKL |  | VGRKCFSHRQ |  |            |  |            |

A: Аланін

C: Цистеїн

D: Аспарагінова кислота

E: Глутамінова кислота

F: Фенілаланін

G: Гліцин

H: Гістидин

I: Ізолейцин

K: Лізин

L: Лейцин

M: Метіонін

N: Аспарагін

P: Пролін

Q: Глутамін

R: Аргінін

S: Серин

T: Треонін

V: Валін

W: Триптофан

Кодований геном білок за функціями належить до рецепторів, g-білокспряжених рецепторів, білків внутрішньоклітинного сигналінгу. 
Локалізований у клітинній мембрані.